# Filasterea
Filasterea là một nhóm gồm các chi Ministeria và Capsaspora.